# C/2017 K2 (PanSTARRS)
C / 2017 K2 (PanSTARRS) هو مذنب يعود أصله لسحابة أورط تم أكتشافه في شهر أيار/مايو من عام 2017 على مسافة بعيدة عندما كان يبتعد بمسافة تصل لحوالي 16 وحدة فلكية (2.4×109 كـم) من الشمس وتم تحديد صور تمتلك بيانات رصد سابقة تعود لسنة 2013 بالتحديد في شهر يوليو. قِيلَ أن المذنب كان متواجد في كوكبة التنين في شهر يوليو من عام 2007 حتى شهر أغسطس من عام 2020. اعتبارًا من يونيو 2022 بدأ المذنب في الاقترابِ من الأرض على بُعد 168 مليون كيلومتر من الأرض وقبل أقترابه من الأرض بدأ يتوهج أكثر وهذا لم يحصل قط إلا مذنب واحد وهو مذنب هيل-بوب حيث كان المذنب لا زال يشق طريقه نحو ألارض وصل إلى لمعان شديد ومع ذلك، لن يكون هذا المذنب مرئيًا كما كان مذنب هيل-بوب الذي ظهر عام 1997 جزئياً لأن المذنب (PanStarrs) لن يقترب من الشمس تقريباً حيث أن علماء الفلك والفضاء لم يروا مطلقاً مذنباً وارداً ونشطاً من هذه المسافة البعيدة من الشمس حيث تكون نسبة ضوء الشمس 1/225 من سطوعه كما يُرى من الأرض. وأما من ناحية درجات الحرارة فهي 440- درجة فهرنهايت (262- درجة مئوية) في سحابة أورت. ومع ذلك، عندما كان يقترب من الشمس على مسافة 16 وحدة فلكية عند الأكتشاف بدأ مزيج من الجليد القديم على السطح يحتوي على الأكسجين والنيتروجين وثاني أكسيد الكربون وأول أكسيد الكربون في التسامي والتساقط على شكل غبار مكّوناً الذنب ويتوسع الغبار حتى تصل إلى 130,000 كيلومتر(81,000 ميل).

فيديو مسّرع الزمني تم تصويره للمذنب بواسطة تلسكوب سيليسترون 8 أنش في 1 يوليو 2022 قبل أقرب إقترابه من الأرض

أجرى تلسكوب كندا-فرنسا-هاواي (CFHT) بحثاً لمعرفة نواة المذنب ومعرفة قُطرها ووجدوا بأن نصف قطر المذنب يصل ما بين 14–80 كيلومتر (8.7–49.7 ميل) ولذلك هناك إحتمال بأن تكون النواة كبيرة مثل مذنب هيل-بوب. ومع ذلك، فإن البحث باستخدام تلسكوب هابل الفضائي (HST) قدّر بأن النواة لها قطر دائري أقل من 18 كيلومتر (11 ميل) وفي 17 سبتمبر 2020 تم الإبلاغ عن الدراسات المورفولوجية للنواة لداخلية التي لوحظت في 12 سبتمبر من عام 2020 مع ملاحظة هيكلين متدفقين من النواة قد إنبعثا من النواة وكذلك وجدوا أن طول اذيل المذنب كان يمتد لحوالي 800,000 كيلومتر (500,000 ميل).

وفي 11 يناير 2022 كان المذنب يبتعد عن الأرض بمسافة تصل لـ 5 وحدة فلكية (750×106 كـم) وبحلول 6 يوليو من عام 2022 سيمر المذنب من خط الأستواء، وفي يوم 14 يوليو 2022، سيصل المذنب إلى مسافة 1.8 وحدة فلكية (270×106 كـم) من الأرض ويزداد لمعانه حيث سيصل قدره الظاهري إلى 9.0+ تقريباً مما يجعله مناسباً للمناظير والتسلكوبات. وسيصل المذنب إلى الحضيض في 19 ديسمبر من عام 2022 بالقرب من مدار كوكب المريخ. في 27 يوليو 2021، تم الإبلاغ عن المزيد من المعلومات وتفاصيل تخص المذنب في مجّلة The Astronomer's Telegram.
أكدت نماذج محتبر الدفع النفاث بأن المذنب C/2017 (PanStarrs) أستغرق ملايين السنين ليصل إلينا قادماً lن سحابة أورت قاطعاً مسافة 50,000 وحدة فلكية (0.79 سنة ضوئية) تقريباً وسينخفض الانحراف المداري حول الشمس إلى أقل من 1 في ديسمبر من عام 2023 وسيعود إلى ألارض بعد 18,000 سنة.

## روابط خارجية
- مذنب نشط خارج منطقة التبلور
- MPEC 2017-K90 : COMET C / 2017 K2 (PANSTARRS)
- يرصد هابل من ناسا أبعد مذنب داخلي نشط حتى الآن
- ملاحظة حول التطور الديناميكي لـ C / 2017 K2 PANSTARRS (arXiv 2018)
- حركة C / 2017 K2 (PANSTARRS) كما تراها Catalina Sky Survey 22 أغسطس 2020